# 孝宗王
孝宗王（こうしゅうおう、または存、? - 紀元前658年）は、第20代箕子朝鮮王。王在位期間は、紀元前675年 - 紀元前658年。諡は孝宗王。諱は存。王位は天老王（孝）が継承。